# Bristol Crown Court
La Bristol Crown Court est un tribunal de la Couronne qui traite les affaires criminelles à Small Street à Bristol, en Angleterre. Le bâtiment, qui a été achevé en 1868, était auparavant utilisé comme bureau de poste principal avant d'être converti à des fins judiciaires au début des années 1990.

## Histoire

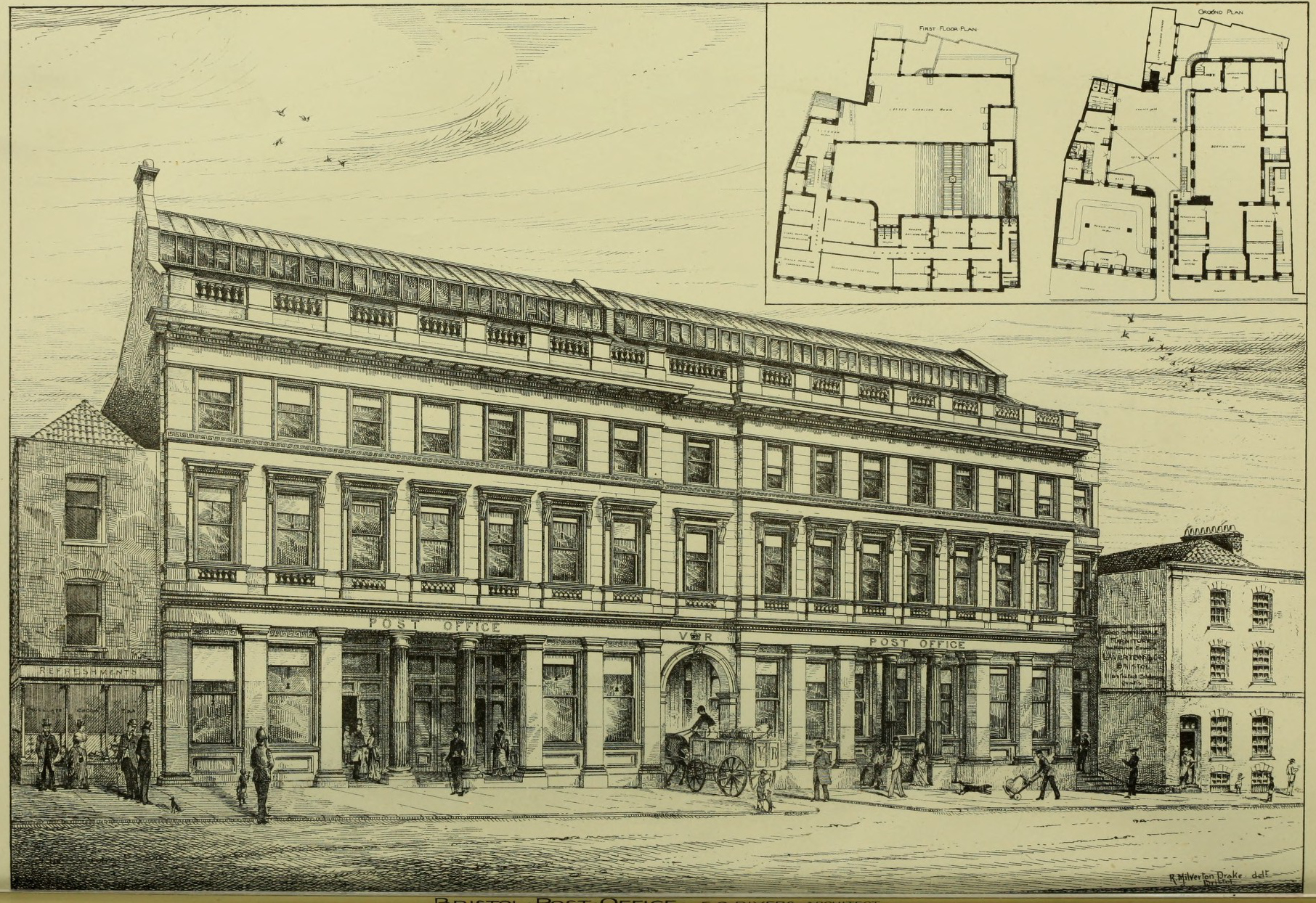
Illustration montrant le bâtiment en 1890

Le site actuellement occupé par la Couronne, du côté ouest de Small Street, était à l'origine occupé par un manoir connu sous le nom de "Creswicks", la demeure d'Henry Creswick, maire de Bristol de 1660 à 1661 . Le frère d'Edward Colston, Thomas, acquit le manoir et construisit une nouvelle maison sur le site, probablement au début du 18ᵉ siècle . La maison fut démolie au milieu du 19ᵉ siècle pour faire place à un nouveau bureau de poste principal qui remplaça un bureau de poste principal antérieur qui fonctionnait sur le côté sud-est de Cora Street .
La première pierre du nouveau bâtiment a été posée le 18 février 1867 . Conçu par James Williams dans le style italianisant, il a été construit en pierre de taille et a été officiellement inauguré le 25 mars 1868. Le projet prévoyait une façade principale symétrique de quinze travées donnant sur Small Street. La travée centrale, légèrement en retrait, présentait une ouverture à tête ronde formée par des colonnes supportant des impostes, un arc et une clé de voûte. Les ailes présentent des niches centrales de trois travées contenant chacune des colonnes polies d'ordre dorique. Les autres baies du rez-de-chaussée sont percées de fenêtres à guillotine séparées par des pilastres d'ordre dorique, tandis que le premier étage est percé de fenêtres à guillotine avec des corniches soutenues par des consoles et que le deuxième étage est percé de fenêtres à guillotine plus petites et de forme carrée. Au niveau du toit, il y a une corniche et un parapet à balustrade. Le bâtiment a été agrandi pour créer une nouvelle aile, conçue par Edward Rivers, afin de loger le personnel de la poste en 1889. Les travaux furent difficiles, car ils ont nécessité la démolition des anciennes caves de "Creswicks" . Le bâtiment a été à nouveau agrandi en 1909, selon un projet de John Rutherford .
Le bâtiment a fermé ses portes en tant que bureau de poste dans les années 1980 et a été transformé en palais de justice, selon un projet de Stride Treglown , entre 1989 et 1993 . La Crown Court, qui se réunissait dans le Guildhall de l'autre côté de la rue, a emménagé dans le bâtiment en décembre 1993 .
Les affaires notables à la Bristol Crown Court incluent le procès et la condamnation de 15 accusés de délits liés à la drogue à la suite de l'opération Julie dans les années 1970, le procès et la condamnation ultérieure de Gary Glitter accusé de téléchargement de pornographie juvénile en 1999  et le procès et l'acquittement ultérieur de quatre accusés accusés de dommages criminels liés au retrait et au rejet dans le canal de la statue d'Edward Colston lors d'une manifestation en 2020.
Parmi les affaires notables portées devant la Bristol Crown Court, citons le procès et la condamnation de 15 personnes accusées de délits liés à la drogue dans le cadre de l'opération Julie dans les années 1970, le procès et la condamnation de Gary Glitter accusé d'avoir téléchargé de la pornographie enfantine en 1999 , ainsi que le procès et l'acquittement de quatre personnes accusées de dommages criminels liés à l'enlèvement et à l'immersion dans le canal de la statue controversée d'Edward Colston lors d'une manifestation en 2020 .

## Archives
Les archives des cours d'assises de Bristol et des Quarter Sessions, qui ont précédé la Crown Court, sont conservées aux Bristol Archives. Les archives de la Couronne de Bristol à partir de 1972 sont conservées aux Archives nationales du Royaume-Uni .